# Yi sani
Pour les articles homonymes, voir Yi.
Le yi sani (ou sani) est une langue tibéto-birmane parlée  en Chine, dans les xian de Shilin, Yilang, Mile, Luxi et Qubei, dans le Sud-Est du Yunnan par environ 100 000 Yi.
En Chine, les locuteurs du yi sani font partie de la nationalité yi.

## Classification interne
Le yi sani appartient au groupe des langues yi à l'intérieur de la famille des langues tibéto-birmanes.

## Phonologie
Les tableaux présentent les phonèmes vocaliques et consonantiques du yi sani.

### Voyelles
|         | Antérieure        | Centrale | Postérieure |
| ------- | ----------------- | -------- | ----------- |
| Fermée  | i [i] ɪ [ɪ] ɪ̘ [ɪ̘] |          | ɯ [ɯ] v [v] |
| Moyenne | e [e]             | ə˞ [ə˞]  | ɤ [ɤ] o [o] |
| Ouverte | æ [æ]             | a [a]    | ɑ [ɑ]       |

### Consonnes
|            |           | Bilabiales | Alvéolaires | Alvéolaires | Rétrofl.  | Alv.-pal. | Dorsales | Dorsales | Glottales |
| ---------- | --------- | ---------- | ----------- | ----------- | --------- | --------- | -------- | -------- | --------- |
| Centrales  | Latérales | Bilabiales | Vélaires    | Uvulaires   | Rétrofl.  | Alv.-pal. |          |          | Glottales |
| Occlusives | Sourde    | p [p]      | t [t]       |             |           |           | k [k]    | q [q]    | ʔ [ʔ]     |
| Occlusives | Aspirées  | ph [pʰ]    | th [tʰ]     |             |           |           | kh [kʰ]  | qh [qʰ]  |           |
| Occlusives | Sonore    | b [b]      | d [d]       |             |           |           | g [g]    |          |           |
| Fricatives | sourdes   | f [f]      | s [s]       | ɫ [ɫ]       | ʂ [ʂ]     | ɕ [ɕ]     | x [x]    | χ [χ]    | h [h]     |
| Fricatives | Sonore    | v [v]      | z [z]       |             | ʐ [ʐ]     | ʑ [ʑ]     | ɣ [ɣ]    |          |           |
| Affriquées | Sourdes   |            | ts [t͡s]     | tɫ [t͡ɫ]     | tʂ [t͡ʂ]   | tɕ [t͡ɕ]   |          |          |           |
| Affriquées | Aspirées  |            | tsh [t͡sʰ]   |             | tʂh [t͡ʂʰ] | tɕh [t͡ɕʰ] |          |          |           |
| Affriquées | Sonores   |            | dz [d͡z]     | dl [d͡ɮ]     | dʐ [d͡ʐ]   | dʑ [d͡ʑ]   |          |          |           |
| Liquides   | Liquides  |            |             | l [l]       |           |           |          |          |           |
| Nasales    | Nasales   | m [m]      | n [n]       |             |           | ɳ [ɳ]     | ŋ [ŋ]    |          |           |

### Une langue tonale
Le yi sani est une langue tonale qui possède quatre tons dont les valeurs sont 55, 44 et 33 et 11.